# Università di Mons
L'Università di Mons (UMons) (in francese: Université de Mons) è un'università di lingua francese con sedi nelle città belghe di Mons e Charleroi  nella provincia di Hainaut. È stata creata il 1º gennaio 2009 dalla fusione della più piccola facoltà del Politecnico di Mons con la più grande Università di Mons-Hainaut. Circa 7000 studenti studiano presso le sette facoltà (ingegneria, economia e management, psicologia e scienze dell'educazione, medicina e farmacologia, scienze naturali, traduzione e interpretazione, architettura e pianificazione urbana).

## Storia
Il 6 luglio 2007, i consigli di amministrazione della più piccola facoltà del Politecnico di Mons e della più grande Università di Mons-Hainaut hanno deciso all'unanimità di fondersi per formare la nuova Università di Mons. Questa nuova università entrò in funzione a partire dall'anno accademico 2009-2010.
La biblioteca universitaria del 1797 contiene oltre 715.000 opere, tra cui 450 manoscritti, uno dei quali del X secolo. Ci sono anche 140 incunaboli, tra cui una Bibbia di Gutenberg.

## Facoltà
- Facoltà di Architettura e urbanistica
- Facoltà di Medicina e farmacia,
- Facoltà Politecnica,
- Facoltà di Psicologia e scienze dell'educazione,
- Facoltà di Traduzione e interpretazione
- Facoltà di Scienze
- Facoltà di Economia e management

## Scuole
- Scuola di Giurisprudenza
- Scuola di Formazione degli insegnanti
- Scuola di Scienze umane e sociali

## Alunni
- Elio Di Rupo: Dottore in chimica, politico e Primo ministro del Belgio.